# Listă de filme poloneze din anii 1970
Aceasta este o listă de filme poloneze din anii 1970.
| 1970                     |                                |                                     |                        | |
| Peisaj după bătălie      | Andrzej Wajda                  | Daniel Olbrychski                   | film istoric, dramatic | A intrat în concurs la Festivalul de Film de la Cannes din 1970                                                                             |
| Sól ziemi czarnej        | Kazimierz Kutz                 | Olgierd Lukaszewicz, Jan Englert    | film istoric           | |
| 1971                     |                                |                                     |                        | |
| Życie rodzinne           | Krzysztof Zanussi              |                                     |                        | A intrat în concurs la Festivalul de Film de la Cannes din 1971                                                                             |
| 1972                     |                                |                                     |                        | |
| Nunta                    | Andrzej Wajda                  | Daniel Olbrychski                   | film dramatic          | |
| Perła w koronie          | Kazimierz Kutz                 | Łucja Kowolik, Olgierd Łukaszewicz  | film dramatic          | A intrat în concurs la Festivalul de Film de la Cannes din 1972                                                                             |
| 1973                     |                                |                                     |                        | |
| Sanatorium pod klepsydrą | Wojciech Has                   |                                     |                        | Bazat pe scrierile lui Bruno Schulz. A câștigat premiul special al juriului la Festivalul de Film de la Cannes din 1973                     |
| Copernic                 | Ewa Petelska, Czesław Petelski | Andrzej Kopiczyński                 | film istoric           | |
| 1974                     |                                |                                     |                        | |
| Potopul                  | Jerzy Hoffman                  | Daniel Olbrychski                   | film istoric           | După un roman omonim de Henryk Sienkiewicz                                                                                                  |
| Nie ma róży bez ognia    | Stanisław Bareja               | Jerzy Dobrowolski, Jacek Fedorowicz | film de comedie        | |
| 1975                     |                                |                                     |                        | |
| Noce i dnie              | Jerzy Antczak                  | Jadwiga Barańska                    |                        | Barańska a câștigat Ursul de Argint la Festivalul Internațional de Film de la Berlin, ediția a 26-a                                         |
| Pământul făgăduinței     | Andrzej Wajda                  | Daniel Olbrychski                   |                        | |
| Dzieje grzechu           | Walerian Borowczyk             |                                     |                        | A intrat în concurs la Festivalul de Film de la Cannes din 1975                                                                             |
| Rătăcire                 | Krzysztof Zanussi              | Maja Komorowska                     |                        | A intrat în concurs la Festivalul de Film de la Berlin ediția a 25-a                                                                        |
| Hotel „Pacific”          | Janusz Majewski                |                                     |                        | A intrat în concurs la Festivalul de Film de la Berlin ediția a 25-a                                                                        |
| 1976                     |                                |                                     |                        | |
|                          |                                |                                     |                        | |
| 1977                     |                                |                                     |                        | |
| Śmierć prezydenta        | Jerzy Kawalerowicz             | Zdzisław Mrożewski                  |                        | Despre asasinarea din 1922 a președintelui polonez Gabriel Narutowicz. A intrat în concurs la Festivalul de Film de la Berlin ediția a 28-a |
| Omul de marmură          | Andrzej Wajda                  | Jerzy Radziwiłowicz, Krystyna Janda | film dramatic          | A câștigat premiul FIPRESCI la Festivalul de Film de la Cannes din 1978                                                                     |
| 1978                     |                                |                                     |                        | |
| Spirala                  | Krzysztof Zanussi              | Jan Nowicki, Maja Komorowska        |                        | A intrat în concurs la Festivalul de Film de la Cannes din 1978                                                                             |
| Fără anestezie           | Andrzej Wajda                  | Zbigniew Zapasiewicz, Ewa Dalkowska |                        | A intrat în concurs la Festivalul de Film de la Cannes din 1979                                                                             |
| 1979                     |                                |                                     |                        | |
|                          |                                |                                     |                        | |